# Ngok Yue Shan
Ngok Yue Shan (kinesiska: 鱷魚山, 鳄鱼山) är en kulle i Hongkong (Kina). Den ligger i den centrala delen av Hongkong. Toppen på Ngok Yue Shan är 70 meter över havet.
Terrängen runt Ngok Yue Shan är huvudsakligen kuperad, men västerut är den platt. Havet är nära Ngok Yue Shan åt sydost.  Centrala Hongkong ligger 7,4 km sydväst om Ngok Yue Shan. I omgivningarna runt Ngok Yue Shan växer i huvudsak städsegrön lövskog.